# Klenovšćak
Klenovšćak je naselje sjeverozapadno od Lanišća na Ćićariji na 670 m nadmorske visine. Smješteno je na rubu krške doline između općinskoga središta Lanišća i Bresta. Šumskim putevima povezano je sa Slumom, Trstenikom i Rašporom.

## Povijest
U srednjem vijeku pripadalo je rašporskoj gospoštiji, te se spominje u urbaru iz 1358. godine,  pod imenom Clunischach. Gornji dio sela zove se Kaštel, a u blizini je i crkva sv. Katarine s grobljem. S cijelim područjem došlo je pod vlast Venecije, a u XIX.st. postalo je dijelom općine Buzet. U prvoj pol. XX.st. imalo je oko 150 stanovnika, koji su se uglavnom bavili stočarstvom i ratarstvom. Bili su organizirani u bratovštinu sv. Roka, a pripadali su župi u obližnjem Brestu. Spaljeno je u njemačkoj akciji 10.VIII.1944. zajedno s drugim selima toga dijela Ćićarije.

## Stanovništvo
Prema popisu stanovništva iz 2001. godine, naselje je imalo 6 stanovnika te 3 obiteljskih kućanstava.
| broj stanovnika | 130   | 141   | 120   | 145   | 169   | 156   |       | 110   | 102   | 77    | 47    | 23    | 14    | 10    | 6     | 6     | 8     |
|                 | 1857. | 1869. | 1880. | 1890. | 1900. | 1910. | 1921. | 1931. | 1948. | 1953. | 1961. | 1971. | 1981. | 1991. | 2001. | 2011. | 2021. |